# Die Schwarze Maske

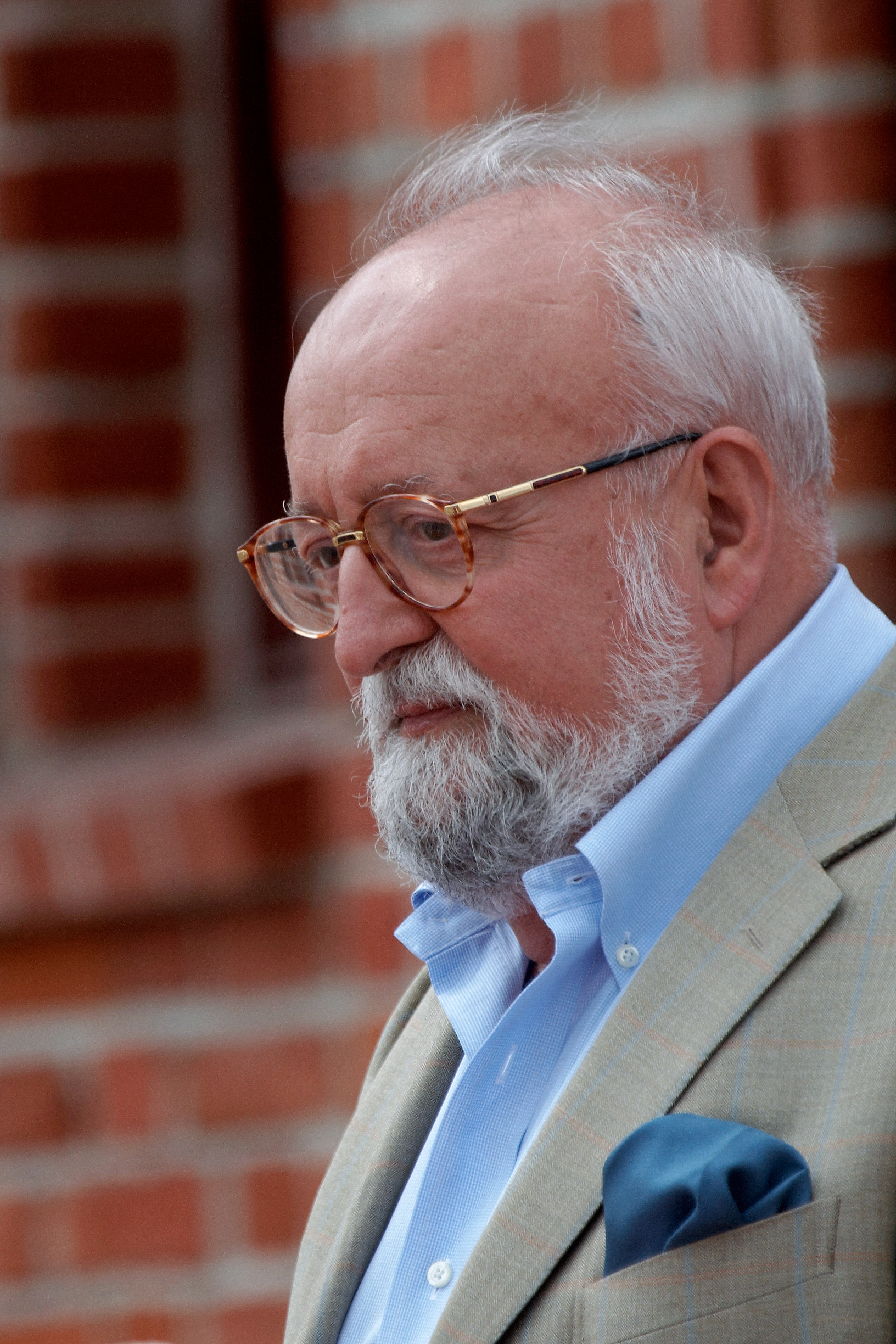
Krzystof Penderecki

Die Schwarze Maske (français : Le Masque noir)  est un opéra de  Krzysztof Penderecki sur un livret du compositeur et de Harry Kupfer d'après une pièce de Gerhart Hauptmann (1928). Il est créé le 15 août 1986 au Festival de Salzbourg.

## Distribution
| Personnage                 | Tessiture     | Distribution lors de la création, 15 août 1986 (chef d'orchestre : Woldemar Nelsson (en)) |
| -------------------------- | ------------- | ----------------------------------------------------------------------------------------- |
| Silvanus Schuller          | Ténor         | Walter Raffeiner                                                                          |
| Benigna                    | Soprano       | Josephine Barstow                                                                         |
| Arabella                   | Soprano       | Lona Culmer-Schellbach                                                                    |
| Rosa Sacchi                | Mezzo-soprano | Marjana Lipovšek                                                                          |
| Jedidja Potter             | Ténor         | Martin Finke                                                                              |
| François Tortebat          | Basse         | Hans Franzen (de)                                                                         |
| Daga                       | Soprano       | Jolanta Radek                                                                             |
| Löwel Perl                 | Baryton       | Günter Reich                                                                              |
| Robert Dedo                | Baryton-basse | Huub Claessens                                                                            |
| Plebanus Wendt             | Basse         | Malcolm Smith                                                                             |
| Hadank                     | Ténor         | Heinz Zednik                                                                              |
| Graf Ebbo Hüttenwächter    | Basse         | Rainer Scholze                                                                            |
| Gräfin Laura Hüttenwächter | Contralto     | Gertrude Jahn (de)                                                                        |
| Schedel                    | Ténor         | Robert Werner (de)                                                                        |
| Doktor Knoblochzer         | Basse         | Wolfgang Equiluz                                                                          |
| Johnson                    | Voix parlée   | Charleston Marquis                                                                        |
| Eine Altstimme/Engel       | Contralto     | Ingrid Mayr                                                                               |

## Orchestration
L'orchestre, comportant des "solistes" placés sur scène, est doté d'un large éventail d'instruments à vent et de percussion. Un chœur mixte complète l'effectif.
| Instrumentation de Die Schwarze Maske | Instrumentation de Die Schwarze Maske                                                    |
| Dans la fosse | Sur scène                                                                                |
| Cordes | Cordes                                                                                   |
| --- | ---------------------------------------------------------------------------------------- |
| Violons I et II, altos, violoncelles, contrebasses | 1 violoncelle                                                                            |
| Bois |                                                                                          |
| 3 flûtes (changeant avec 1 piccolo), 2 hautbois, 1 cor anglais, 3 clarinettes, 1 clarinette basse, 1 saxophone soprano, 2 saxophones alto, 2 bassons, 1 contrebasson | 2 piccolos, 1 flûte à bec (changeant entre soprano, alto et ténor), 2 clarinettes en mib |
| Cuivres |                                                                                          |
| 4 cors, 3 trompettes, 3 trombones, 1 tuba | 3 trompettes, 3 trombones                                                                |
| Percussions |                                                                                          |
| 1 timbale, 2 percussionnistes | 1 percussionniste                                                                        |
| Claviers |                                                                                          |
| 1 célesta, 1 orgue | 1 clavecin                                                                               |